# هفده روز به اعدام
هفده روز به اعدام نخستین فیلم بلند سینمایی به کارگردانی و نویسندگی هوشنگ کاووسی است که در سال ۱۳۳۵ اکران شده است. این فیلم به صورت ۳۵ میلی‌متری و سیاه و سفید فیلم‌برداری شده است.

## داستان فیلم
زنی به قتل می‌رسد و پلیس همسر او را به عنوان متهم دستگیر می‌کند؛ ولی شاهدانی هستند که متهم را در ساعت وقوع جرم در جای دیگری دیده‌اند. آن‌ها ابتدا از گواهی دادن به نفع متهم خودداری می‌کند و هنگامی که حاضر به ادای شهادت در دادگاه می‌شوند، یکی پس از دیگری به قتل می‌رسند. متهم به اعدام محکوم می‌شود. روز اعدام که متهم را برای اجرای حکم می‌برند، قاتل اصلی شناسایی و بازداشت می‌شود. محور داستان فیلم، بیماری روانی «اروتومانیا» یا جنون خود-معشوق پنداری (به انگلیسی: Erotomania) است که قاتل (با بازی محسن مهدوی) را به جنایت وامی‌دارد.

## ساخت
مؤسسه «عصر طلایی» پیشنهاد ساخت فیلم هفده روز به اعدام را به هوشنگ کاووسی داد. طرح اولیه فیلم‌نامه توسط مدیر مؤسسه عصر طلایی از یک رمان پلیسی آمریکایی برگرفته شده بود. کاووسی تغییراتی در فیلمنامه انجام داد و آن را جلوی دوربین برد. او که منتقد ساختار سینمای آن روز ایران بود، برای ساخت این فیلم کوشید تا از فرم و ساختار فیلم‌های مرسوم آن دوره فاصله بگیرد. او در این فیلم کوشید برای نخستین بار از یک دکوپاژ درست استفاده کند، دوربین و حرکت‌های آن و برش‌های نمایی همراه با نورپردازی صحنه‌ها را نیز به عنوان پرسوناژ درام در کنار پرسوناژهای انسانی مورد استفاده قرار دهد. حرکت‌های دوربین و بازیگران درون دکور با نقشه و طرح و ذکر عدسی مربوط، از پیش تنظیم شده بود و در اختیار خانی تصویربردار فیلم قرار گرفته بود. کاووسی گفته است که فیلم ایرادهایی دارد که ناشی از کمبود تجهیزات لابراتوار و صدابرداری است.
تولید فیلم هفده روز به اعدام ۱۰۰٬۰۰۰ تومان هزینه برداشت که هزینه متعارفی برای ساخت یک فیلم یک‌صد دقیقه‌ای سیاه و سفید در دهه ۱۳۳۰ بوده است.
سرمایه‌گذاران فیلم صحنه‌هایی را که در آن دوره در سینمای ایران رایج بود، به فیلم افزودند. این کار اعتراض کاووسی را در پی داشت و او در مطبوعات آگاهی داد که صحنه‌های افزوده شده از او نیست.

## واکنش‌ها
کاووسی پیش از هفده روز به اعدام تلاش‌های دیگری برای ساخت نخستین فیلم‌اش در ایران آغاز کرده بود که هر بار با بروز اختلاف دیدگاه میان او و تهیه‌کنندگان آن روز سینما به شکست انجامیده بود. او به فعالیت‌های مطبوعاتی رو آورده بود و با نقدهایی که در مخالفت با جریان رایج سینمای ایران می‌نوشت، شناخته می‌شد. هفده روز به اعدام نخستین فیلم بلند هوشنگ کاووسی در مقام کارگردانی بود و مورد حمله کسانی قرار گرفت که پیش‌تر فیلم‌هایشان مورد انتقاد کاووسی قرار گرفته بود. با این حال منتقدانی چون هوشنگ قدیمی، بابک ساسان و شعاع‌الله ناظریان از فیلم ستایش کردند.

## بازیگران
- ناصر ملک‌مطیعی
- محسن مهدوی
- سوسن
- علی‌اکبر مینا
- عزت‌الله وثوق
- رضا کریمی
- مهری عقیلی
- سپیده
- مهین معاون‌زاده
- محمدعلی اخوان رهنما (شخصی که در عکس روبروی ناصر ملک مطیعی ایستاده، بازیگر نقش قاضی عسگر)

## نمایش دوباره
هفده روز به اعدام در سال ۱۳۵۸ دوباره و برای بار آخر به نمایش همگانی درآمد.
بنا به گفته کارگردان، تمام نسخه‌های این فیلم اکنون از میان رفته است.